# Dorcadion lugubre
Dorcadion lugubre är en skalbaggsart som beskrevs av Ernst Gustav Kraatz 1873. Dorcadion lugubre ingår i släktet Dorcadion och familjen långhorningar. Inga underarter finns listade i Catalogue of Life.